# Impasse des Deux-Néthes
Impasse des Deux-Néthes är en återvändsgata i Quartier des Grandes-Carrières i Paris artonde arrondissement. Gatan är uppkallad efter det tidigare franska departementet Deux-Nèthes (Twee Neten), vilket var beläget i nuvarande Belgien och Nederländerna. Departementets namn syftar på floden Netes båda armar: Grande Nèthe och Petite Nèthe. Impasse des Deux-Néthes börjar vid Avenue de Clichy 32.

## Omgivningar
- Sacré-Cœur
- Saint-Pierre de Montmartre
- Square des Deux-Nèthes

## Bilder
| - Gatuskylt. - Sacré-Cœur. - Saint-Pierre de Montmartre. - Square des Deux-Nèthes. |

## Kommunikationer
- Tunnelbana – linje  – La Fourche
- Tunnelbana – linjerna   – Place de Clichy
- Busshållplats Ganneron – Paris bussnät

### Webbkällor
- ”Impasse des Deux-Néthes”. Mairie de Paris. https://web.archive.org/web/20160303180937/http://www.v2asp.paris.fr/commun/v2asp/v2/nomenclature_voies/Voieactu/2787.nom.htm. Läst 3 september 2023.
- ”Impasse des Deux-Néthes (18ème arrondissement)”. Les rues de Paris. https://web.archive.org/web/20190727202157/http://www.parisrues.com/rues18/paris-18-impasse-des-deux-nethes.html. Läst 3 september 2023.